# Ranunculus glaberrimus
Ranunculus glaberrimus — вид квіткових рослин родини Жовтецеві (Ranunculaceae).

## Поширення
Вид поширений на заході Північної Америки у північно-західній частині Великих рівнин. Ranunculus glaberrimus зустрічається у центральній частині Британської Колумбії на схід до півдня провінції Саскачеван, на південь через Північну Дакоту до Канзасу, та через Скелясті гори до Нью-Мексико та на захід до Великого Басейну і південний захід до Каліфорнії.
Ranunculus glaberrimus пов'язаний з ялівцем західним (Juniperus occidentalis) і полином (Artemisia tridentata).

## Опис
Ranunculus glaberrimus — трав'яниста багаторічна рослина заввишки 4-15 см. Базальне листя товсте, овальне, з довгими черешками, що розділяється на три довгі частини. Стеблові листки з короткими черешками, але в іншому схожі на базальні. Квіти складаються з п'яти або десяти жовтих пелюсток довжиною до 1,3 см. Тичинки і маточки численні.